# Bittacus sonani
Bittacus sonani är en näbbsländeart som beskrevs av Syuti Issiki 1929. Bittacus sonani ingår i släktet Bittacus och familjen styltsländor. Inga underarter finns listade i Catalogue of Life.